# Joko Tingkir
Joko Tingkir (1549-1582)was de eerste koning en de stichter van het Koninkrijk Pajang op Java.
Joko Tingkir was de schoonzoon van koning Trenggana van Demak(1521-1546). Joko Tingkir verplaatste in 1540 zijn kraton naar Pajang, 10 km ten westen van Soerakarta.